# Rio di Colla
Rio di Colla este o arie protejată (arie specială de conservare — SAC, sit de importanță comunitară — SCI) din Italia întinsă pe o suprafață de 24 ha, integral pe uscat.

## Localizare
Centrul sitului Rio di Colla este situat la coordonatele 44°18′28″N 9°37′08″E / 44.307778°N 9.618889°E.

## Înființare
Situl Rio di Colla a fost declarat sit de importanță comunitară în iunie 1995 pentru a proteja 11 specii de animale. Situl a fost protejat și ca arie specială de conservare în aprilie 2017.

## Biodiversitate
Situată în ecoregiunea mediteraneană, aria protejată conține 3 habitate naturale: Liziere de ierburi înalte hidrofile de câmpie și de nivel montan până la alpin, Păduri aluvionare cu Alnus glutinosa și Fraxinus excelsior (Alno-Padion, Alnion incanae, Salicion albae), Păduri de Castanea sativa.
La baza desemnării sitului se află mai multe specii protejate:
- păsări (10): pițigoi codat (Aegithalos caudatus), măcăleandru (Erithacus rubecula), cinteză (Fringilla coelebs), codobatură de munte (Motacilla cinerea), pițigoi mare (Parus major), pitulice de munte (Phylloscopus collybita), scatiu (Spinus spinus), silvie cu cap negru (Sylvia atricapilla), pănțărușul (Troglodytes troglodytes), mierlă (Turdus merula)
- pești (1): Telestes muticellus

Pe lângă speciile protejate, pe teritoriul sitului au mai fost identificate 7 specii de plante, 3 specii de amfibieni, 2 specii de reptile.